# Hall & Cederquist
Hall & Cederqvist var en svensk reklambyrå.

## Historik
Byrån grundades 1973 av art directorn Lars Hall och copywritern Jan Cederqvist som tidigare arbetade på Arbmans. Den skulle snart blir en av Sveriges ledande reklambyråer.
Under fyra år på 1980-talet försökte H&C slå sig in på den amerikanska marknaden med ett kontor i New York. Man skötte bland annat Kosta Bodas amerikanska annonser. Bland de amerikanska kunderna fanns skomärket Travel Fox för vilka man under 1987 skapade en annons med kontroversiell nakenhet. Travel Fox bytte byrå kort därefter. New York-kontoret avvecklades i augusti 1988.
Den 6 september 1987 sände Kanal 1 programmet Att sälja ett köp som i huvudsak handlade om Hall & Cederquists arbete med en reklamkampanj. Byrån vann även Annonsörföreningens utmärkelse "Årets byrå" 1984 och 1987.
År 1989 köptes byrån av Young & Rubicam (Y&R). Y&R:s Stockholmskontor slogs den 1 september 1989 ihop med H&C och det sammanslagna namnet blev Hall & Cederquist/Young & Rubicam AB, vanligen förkortat HCYR. Byrån fortsatte utveckla det av Y&R för Gevalia skapade reklamkonceptet "När du får oväntat besök" fram till 2001.
I början av 2000-talet led byrån av ekonomiska förluster och under 2003 sades stora delar av personalen upp. År 2004 valde Y&R att lägga ner Hall & Cederqvist för att istället samarbeta med en byrå som hette Tank.

## Kunder, kampanjer och priser

### Mejerierna och Arla
En framstående kund för H&C från senare delen av 1970-talet till början av 1990-talet var Mejerierna och Arla. Bland de kampanjer som gjort för Mejerierna/Arla kan nämnas:
- Kampanj från 1977 och framåt om att yoghurtdrickande leder till längre liv.[10] Belönades med guldägg för år 1977.[11]
- Kampanj för Keso 1980 med fokus på viktminskning. Ledde till ett guldägg för 1980.[12]
- Förpackning och lanseringskampanj för Naturens under 1982.
- Förpackning och lanseringskampanj för Arlas Minimjölk 1990.[13]

### Övriga
- Folkpartiet, först gången inför valet 1976[14], därefter återigen vid valen 1988 och 1991.[15]
- Linje 3 vid folkomröstningen om kärnkraften i Sverige 1980.[16]
- Wasabröd. Fick två guldägg för år 1982 för Wasakampanjer.[12]
- Luftfartsverket. H&C arbetade under 1984 med att Luftfartsverket skulle byta namn till "Flygverket", något som godkändes av ledningen men inte blev av efter protester från personalen.[17]
- Mercedes, fram till 1987.[18]
- NK, 1987[19]–1996[20].
- Centerpartiet, valet 1994.[21]
- Ja till Europa, 1994.
- Ericsson, fram till 1999, flyttade därefter till Y&R London.[22] Var bland annat byrå för den globala kampanjen "Make Yourself Heard" som lanserades 1998.[23]

## Personer
Under huvuddelen av 1990-talet var Anders Wester vd för Hall & Cederquist. Han efterträddes i maj 1999 av Olle Söderberg som satt kvar fram till år 2002.
Bland tidigare verksamma vid Hall & Cederquist kan nämnas Tom Hedqvist, Anna Romson och Göran Åkestam.

## Källhänvisningar
1. ↑  ”Jan Cederquist död”. Resumé. 9 juli 2009. Arkiverad från originalet den 5 maj 2012. https://web.archive.org/web/20120505041227/http://www.resume.se/nyheter/reklam/2009/07/09/jan-cederquist-dod/.
2. ↑  Advertising; Agency for U.S. Work Tapped by Kosta Boda, The New York Times, 30 oktober 1985
3. ↑  "Sex in Ads Becomes Less Explicit, As Firms Turn to Romantic Images", The Wall Street Journal, 11 februari 1988
4. ↑  Fox Sneakers In Agency Shift, The New York Times, 6 januari 1988
5. ↑  "USA för stort för liten firma", Dagens Nyheter, 20 augusti 1988
6. ↑  Svensk mediedatabas (felaktig titel angiven)
7. ↑  Hall & Cederquist säljs till USA, Dagens Industri, 17 augusti 1989
8. ↑  ”Gevalias nya: "När du vill ha oväntat besök"”. Dagens Media. 2 april 2002. Arkiverad från originalet den 4 februari 2015. https://web.archive.org/web/20150204095013/http://www.dagensmedia.se/nyheter/article9328.ece. Läst 4 februari 2015.
9. ↑  ”Hall & Ceder i graven när Y&R väljer Tank”. Resumé. 24 mars 2004.
10. ↑  Kampanjen som när drömmen om ett långt liv, Please Copy Me, 17 december 2007
11. ↑  Guldäggsvinnare 70-talet Arkiverad 24 februari 2020 hämtat från the Wayback Machine., Kommbloggen
12. 1 2  Guldäggsvinnare 80-talet Arkiverad 6 januari 2019 hämtat från the Wayback Machine., Kommbloggen
13. ↑  Mannen bakom fetthetsen: "Förskräckta flickor är målgruppen", Folket i Bild, 8 mars 1991
14. ↑  Var tionde väljare har inte bestämt sig, Aftonbladet, 19 augusti 1976
15. ↑  "Reklambyrå hjälper fp inför valet", Dagens Nyheter, 6 mars 1991
16. ↑  Linje 3:s reklambyrå stod inte ut med Kågesson, Aftonbladet, 19 mars 1980
17. ↑  "Namnbyte möjlighet skapa ny företagsprofil", Svenska Dagbladet, 1 september 1987
18. ↑  Uppstickarbyrå tar Merca-kontot, Dagens Industri, 20 januari 1989
19. ↑  NK byter reklambyrå, Dagens Industri, 30 juli 1987
20. ↑  "H&C har gjort mycket bra men nu söker vi ny spänning", Svenska Dagbladet, 28 augusti 1996
21. ↑  Humor centerns valvapen, Dagens Nyheter, 18 augusti 1994
22. ↑  "H&C tror på ett liv efter Ericsson", Resumé, 25 november 1999
23. ↑  Ericsson vill göra sig hört med ny image, Svenska Dagbladet, 10 februari 1998
24. ↑  Olle Söderberg lämnar HCYR, Resumé, 29 april 2002